# Gospoda Zamoyskiego
Gospoda Zamoyskiego – nieistniejąca gospoda i schronisko turystyczne na polanie Stare Kościeliska w Dolinie Kościeliskiej w polskich Tatrach Zachodnich. Był to wyremontowany i rozbudowany w 1890 r. przez hrabiego Władysława Zamoyskiego budynek dawnej i nieczynnej od 25 lat karczmy na Starych Kościeliskach. Gospoda znajdowała się w pobliżu mostku prowadzącego do Lodowego Źródła. Na parterze miała kuchnię i jadalnię, na piętrze 4 pokoje noclegowe. Wypożyczano w niej również świece niezbędne do zwiedzania jaskiń, oprócz turystyki górskiej w owym czasie modne było również zwiedzanie jaskiń Doliny Kościeliskiej. Gospoda cieszyła się wśród turystów dużą popularnością. Często bywali w niej znani literaci i poeci: Kornel Makuszyński, Jan Kasprowicz, Leopold Staff, Kazimierz Przerwa-Tetmajer. Karol Szymanowski często pojawiał się tutaj wraz z góralską kapelą. W 1926 r. niszczejący już budynek został rozebrany przez „Zakłady Kórnickie”. 
Po rozebraniu gospody Zamoyskiego Polskie Towarzystwo Tatrzańskie planowało wznieść na Starych Kościeliskach nowe schronisko. Był nawet jego projekt wykonany przez Karola Stryjeńskiego. Inwestycja nie została jednak zrealizowana.
Gospoda Zamoyskiego nie była jedynym schroniskiem turystycznym na polanie Stare Kościeliska. Wcześniej turyści nocowali w stojącej na polanie leśniczówce, później w karczmie na Starych Kościeliskach. Polana tętniła życiem. Na początku XIX wieku była na niej cała osada. Pod koniec XVIII wieku były tutaj dwa piece do wytopu miedzi, węglarnia i magazyny, a na początku XIX wieku fryszerka napędzana kołem wodnym, baraki robotników, karczma, leśniczówka i kapliczka zbójnicka. Obecnie na polanie oprócz kapliczki nie ma żadnego budynku, nie pozostały nawet ich fundamenty.